# ترا من چشم در راهم
«ترا من چشم در راهم» از مشهورترین اشعار نیما یوشیج است.

ترا من چشم در راهم شباهنگام

که می‌گیرند در شاخ تلاجن سایه‌ها رنگ سیاهی

وزان دلخستگانت راست اندوهی فراهم

ترا من چشم در راهم

شباهنگام، در آن دم که بر جا دره‌ها چون مرده ماران خفتگانند

در آن نوبت که بندد دست نیلوفر به پای سرو کوهی دام

گرم یادآوری یا نه، من از یادت نمی‌کاهم

ترا من چشم در راهم

## بازآفرینی
احمد شاملو و احمدرضا احمدی این شعر را به‌ترتیب در آلبوم‌های شعرهای نیما و در شب سرد زمستانی دکلمه کرده‌اند.
سالار عقیلی نیز این شعر را در آلبوم تو کیستی؟ اجرا کرده‌است.